# The Scout Association
The Scout Asociación es una asociación scout reconocida por la Organización mundial del movimiento scout en Reino Unido. 
The Scout Asociación inició con el nombre The Boy Scout Association en 1910 hasta 1967 que adquirió su nombre actual.

## Objetivos
El objetivo de la organización  es « promover el desarrollo del joven con el fin de desarrollar plenamente su potencial físico, intelectual, social y espiritual y para crear ciudadanos responsables»
The Scout Asociación proporciona un programa que ayuda a alcanzar estos objetivos para los jóvenes entre 6 y 25 años. Según el último censo aproximadamente 390 000 personas entre 6 y 25 años pertenecen a The Scout Asociación.

## Ingreso de chicas
Las chicas fueron admitidas únicamente en la rama mayor, Venture Scouts (14-21 años) a partir de 1976, y en todas las edades en 1991. Desde el 2007, todo grupo scout está obligado a aceptar chicas aunque una cierta discriminación pueda todavía encontrarse, más aún en los grupos con afinidades religiosas.